# Punk Goes Acoustic 2
Punk Goes Acoustic 2 es un álbum recopilatorio incluido en la serie Punk Goes... creada por Fearless Records y que contiene nuevas canciones en versión acústica de algunas bandas pop punk. Es la continuación de Punk Goes Acoustic, que fue puesto a la venta en 2003.

## Listado de canciones
| #   | Título                         | Intérprete               | Duración |
| --- | ------------------------------ | ------------------------ | -------- |
| 1.  | "Bruised"                      | Jack's Mannequin         | 4:27     |
| 2.  | "Don't Be So Hard"             | The Audition             | 3:43     |
| 3.  | "Baby Come On"                 | +44                      | 2:52     |
| 4.  | "Sun"                          | Daphne Loves Derby       | 3:18     |
| 5.  | "Woe"                          | Say Anything             | 4:07     |
| 6.  | "Apology"                      | Alesana                  | 4:00     |
| 7.  | "Jasey Rae"                    | All Time Low             | 3:34     |
| 8.  | "Red Light Pledge"             | Silverstein              | 3:46     |
| 9.  | "Night Drive"                  | The All-American Rejects | 3:48     |
| 10. | "Three Cheers for Five Years"  | Mayday Parade            | 4:51     |
| 11. | "Staplegunned"                 | The Spill Canvas         | 3:08     |
| 12. | "Who I Am Hates Who I've Been" | Relient K                | 3:22     |
| 13. | "Welcome to 1984"              | Anti-Flag                | 2:28     |
| 14. | "The Only Song"                | Sherwood                 | 3:12     |
| 15. | "Echoes"                       | Set Your Goals           | 4:32     |

- Datos: Q944958